# 마른내로
마른내로(마른내路, Mareunnae-ro)은 서울특별시 중구 저동1가 1-14에서 광희동1가 191까지를 잇는 도로이다. 도로명은 인헌동1가 일대의 옛 지명인 건천동(乾川洞)에서 유래하였다.

## 연혁
- 1966년 11월 26일: ‘중앙극장옆(중구 저동1가 39)~수구문~신당동(성동구 신당동 233-12)’ 구간을 진흥로(眞興路)로 지정[1]
- 1984년 11월 7일: 광희동오거리에서 신당동까지의 구간을 퇴계로로 편입하고 마른내길로 개칭
- 2010년 5월 26일: 마른내로로 도로명 주소 고시

## 주요 경유지
서울특별시
- 중구 (저동1가 - 저동2가 - 초동 - 인현동1가 - 인현동2가 - 예관동 - 오장동 - 쌍림동 - 광희동1가)

## 노선
| 교차로       | 접속 노선    | 소재지 | 소재지   | 비고             |
| ------------ | ------------ | ------ | -------- | ---------------- |
| 명동성당     | 삼일대로     | 중구   | 명동     |                  |
| 명동성당     | 명동길       | 중구   | 명동     |                  |
| 중부경찰서앞 | 수표로       | 중구   | 을지로동 |                  |
| 명보사거리   | 충무로       | 중구   | 을지로동 |                  |
| 호텔피제이앞 | 을지로20길   | 중구   | 광희동   |                  |
| 호텔피제이앞 | 퇴계로41길   | 중구   | 광희동   |                  |
| 중구청       | 창경궁로     | 중구   | 광희동   |                  |
|              | 마른내로12길 | 중구   | 광희동   | 교차로 이름 없음 |
| 오장동사거리 | 동호로       | 중구   | 광희동   |                  |
| 광희동사거리 | 장충단로     | 중구   | 광희동   |                  |
| 광희동사거리 | 퇴계로       | 중구   | 광희동   |                  |

## 부속도로
- ●: 전 구간 해당
- ▲: 일부 구간 해당
- ✖: 해당 없음

| 도로명        | 기점            | 종점            | 총연장 (m) | 차량 통행 가능 | 일방통행 | 소재지 | 소재지   |
| ------------- | --------------- | --------------- | ---------- | -------------- | -------- | ------ | -------- |
| 마른내로2길   | 초동 70-4       | 충무로3가 25-4  | 194        | ●              | ●        | 중구   | 필동     |
| 마른내로2길   | 초동 70-4       | 충무로3가 25-4  | 194        | ●              | ●        | 중구   | 을지로동 |
| 마른내로4길   | 인현동1가 97-4  | 충무로3가 34-8  | 202        | ●              | ●        | 중구   |          |
| 마른내로4길   | 인현동1가 97-4  | 충무로3가 34-8  | 202        | ●              | ●        | 중구   | 필동     |
| 마른내로4길   | 인현동1가 97-4  | 충무로3가 34-8  | 202        | ●              | ●        | 중구   | 광희동   |
| 마른내로4가길 | 인현동1가 113   | 충무로4가 15-20 | 222        | ✖              | ✖        | 중구   |          |
| 마른내로4가길 | 인현동1가 113   | 충무로4가 15-20 | 222        | ✖              | ✖        | 중구   | 을지로동 |
| 마른내로6길   | 인현동2가 100-6 | 충무로4가 25    | 215        | ✖              | ✖        | 중구   | 광희동   |
| 마른내로8길   | 인현동2가 136-2 | 충무로4가 32-16 | 211        | ✖              | ✖        | 중구   | 광희동   |
| 마른내로9길   | 예관동 52-22    | 인현동2가 61-1  | 201        | ●              | ✖        | 중구   | 광희동   |
| 마른내로9가길 | 인현동2가 37    | 인현동2가 3     | 92         | ✖              | ✖        | 중구   | 광희동   |
| 마른내로9가길 | 인현동2가 37    | 인현동2가 3     | 92         | ✖              | ✖        | 중구   | 을지로동 |
| 마른내로10길  | 인현동2가 154-1 | 충무로4가 37-1  | 216        | ✖              | ✖        | 중구   | 광희동   |
| 마른내로12길  | 오장동 90-1     | 충무로5가 36-10 | 151        | ●              | ●        | 중구   | 광희동   |